# Adolph Lesser
Gustav Adolph Eduard Lesser (* 1. Januar 1819 in Berlin; † 21. Oktober 1898 ebenda) war ein deutscher Reichsgerichtsrat.

## Leben
Lesser war der Sohn des jüdischen Kaufmanns Lazarus Tobias Lesser und der Susette geb. Henoch (1796–1877). Er selbst konvertierte später zum Protestantismus. Lesser studierte Rechtswissenschaften in Bonn und wurde 1837 Mitglied des Corps Rhenania Bonn. Er wurde 1839 auf den preußischen Landesherrn vereidigt. 1841 wurde er Gerichtsreferendar am Kammergericht. 1844 ernannte man ihn zum Gerichtsassessor am Oberlandesgericht Stettin. 1846 kam er wieder an das Kammergericht. 1850/51 kam er als Kreisrichter nach Neisse. 1856/57 wurde er zum Stadt- und Kreisgerichtsrat in Magdeburg befördert. 1863 kam er als Appellationsgerichtsrat nach Posen und 1867 als Kammergerichtsrat nach Berlin. 1870 wurde er Obertribunalsrat. 1879 kam er an das neugegründete Reichsgericht. Er war als Richter dem IV. Zivilsenat des Reichsgerichts zugewiesen. Er trat 1887 in den Ruhestand. Lesser war mit der Kaufmannstochter Adele geb. Mertens (1830–1912) verheiratet. Der Dermatologe Edmund Lesser war ihr Sohn.